# Lokamochi Mamiba
Lokamochi Mamiba為2007年森美小儀歌劇團的主題，於9月21日至30日公演。Lokamochi Mamiba是「來嫁無情（無情乃森美飾演之角色）莫問吧」的諧音（亦有說是「落街冇錢買麵包」），是因為這次的舞台劇是強調中西合璧並設定在大利。演員除森美小儀外，還有嘉賓鄧麗欣、何韻詩、周麗淇及容祖兒，王菀之等。2007年8月13日為森美小儀歌劇團第一次公開售票，並於半小時內全部售罄，創下香港最快售罄全部門票的歷史紀錄。森美表示有關場館檔期只能讓歌劇團加開日場，所以希望日後可以重演。

## 售票詳情
- 日期：2007年9月21日至30日（21日不公開售票）
- 時間：晚上8時
- 地點：理工大學賽馬會綜藝館
- 訂購票價：$280 / $180
- 位置是分上下層。下層$280，上層$180

首場門票可於8月26日、9月2日及9月9日在青衣城購物換取。
用電子貨幣購物滿港幣$1000可換$180門票兩張，滿$1500則可換$280門票兩張。
另外8月16日在電台廣播及網站證實加開9月26日和30日日場，由林海峰做嘉賓，並於8月20日售票。

## 演員

### 商業電台演員
- 森美
- 小儀
- 細蘇
- 詹志民
- E
- Wing
- 朱薰
- 余迪偉
- 有耳非文

### 演出嘉賓
- 何韻詩：9月21日至22日
- 王菀之：9月23日至24日
- 周麗淇：9月25日至26日
- 鄧麗欣：9月27日至28日
- 容祖兒：9月29日至30日
- 林海峰：9月26日和30日（日場）

## 資料來源
1. ↑  朱薰，朱Fun E - Yahoo! BLOG，http://hk.myblog.yahoo.com/chu_fun/article?mid=11835 （页面存档备份，存于） ，2007年8月14日更新。
2. ↑  香港文匯報，《軒仔捧硬王菀之場》，http://paper.wenweipo.com/2007/08/14/EN0708140004.htm （页面存档备份，存于） ，2007年8月14日更新。
3. ↑  Yahoo! 新聞，《森美呻冇錢賺 歌舞劇門票兩小時售罄》，.   [2007-08-15]. （原始内容存档于2007-12-18）. ，2007年8月14日更新。
4. ↑  青衣城，推廣活動， http://www.maritimesquare.com/chi/promo.asp#1 （页面存档备份，存于）

## 外部連結
- Lokamochi Mamiba 網頁